# 花園うらら
花園 うらら（はなぞの うらら、1984年12月4日 - ）は、日本の元グラビアアイドル。バカラに所属していた。

## 来歴
熊本県に生まれるが、二足歩行できるようになった頃に北海道札幌市に引っ越す。
高校卒業後、専門学校で保育士資格と幼稚園教諭免許を取得。その後、デパートに就職したが契約を切られてしまい、アルバイトをする。
2010年8月現在、所属事務所バカラの新しい所属モデルリストには、掲載されていない。

## 人物
- 趣味はカビの研究、食べ歩き、料理[4]。得意料理はひじきの炒め煮、麻婆豆腐、家庭料理全般[1]。
- 特技は舌を速く動かすこと[4]。
- 座右の銘は『腹が減っては戦はできぬ 』[1]。
- 自分の性格を『何を考えているか分からないといわれるが、ちゃんと考えている』と自己分析している[4]。
- スポーツは苦手で学生の頃、 バドミントン部の肩書欲しさに入部したが、周りについて行けず退部した[1]。
- 現在の芸名は、芸名が思いつかなかった時に夢の中にでてきた祖母に付けてもらったもの[1]。
- 自分の好きなところは細かいことは気にしないところ、悩んでもすぐ忘れるところ、失恋を引きずらないところ[1]。

### 嗜好
- 好きな男性のタイプは自分を好きなのか分からない思わせぶりな態度をとる人[4]。
- 好きな芸能人は西川史子。キャラクターを一貫しているところや可愛いところが好きだという[1]。
- 好きなお笑い芸人は山崎邦正、江頭2:50、上島竜兵[1]。
- 好きな漫画は『新・のぞき屋』[1]。
- 好きな色は緑色[1]。
- よく聴く音楽はTAHITI80の曲。その他UKロック、ハウス、ミクスチャーなど幅広く聴く[1]。

## レディス4
バラエティ番組『アリケン』（テレビ東京）内で結成された女性ユニットレディス4のメンバー。所属事務所から解雇されそうな崖っぷちアイドルばかりが集まった「戦力外アイドルオーディション」という企画で福岡サヤカ、吉野ももみ、芝田翔生子と共に選ばれた。
2009年3月の放送で同じ番組内の女性ユニットPabuの長尾麻由のダイエット企画で計測で失敗した後、罰ゲームでクビにするか相談している際、花園がその時の長尾と同じ体重51Kgだったため参加することになり、2人が目標値の45kgまで落とせなかったらヘアヌード（花園提案）をすることになった。

## 出演

### テレビ番組
- 恋のから騒ぎ（日本テレビ）
- アリケン（テレビ東京）不定期出演：2010年3月、卒業?
- おねがい!マスカット（テレビ東京）

### 過去のテレビ番組
- What's New?+Cute（STV）　momoko(black)としてレギュラー出演

## リリース作品

### DVD
- 尻有 No.001（2008年8月7日、グラマラスキャンディ）
- うららの花園（2009年1月16日、キングダム）
- 麗らかな日々（2010年6月25日、エアーコントロール）